# Wolfgang Muff
Wolfgang Muff (15 de marzo de 1880 - 17 de mayo de 1947) fue un general en la Wehrmacht durante el tiempo de la Alemania Nazi.

## Biografía
Nacido en Ulm, hijo del general Karl Ludwig Muff, Wolfgang Muff se unió al Ejército alemán como oficial cadete en 1899, recibiendo su comisión como teniente en 1900. Ascendiendo en los rangos y condecorado varias veces durante la I Guerra Mundial estuvo al cargo del 13º Regimiento de Infantería del Reichswehr estacionado en Ludwigsburg entre el 1 de marzo de 1930 y el 20 de septiembre de 1931 atendiendo al rango de coronel.
Para principios de 1938 Muff era teniente general sirviendo como militar adjunto (1934-1938) en Viena de Franz von Papen mientras este era embajador alemán en Austria. Según Papen, documentos aprobados por Rudolf Hess indicaban que Adolf Hitler consideró tener a Papen o Muff asesinados a principios de 1938; Hitler culparía entonces de la muerte a los austriacos para proporcionar una excusa para Alemania para poder intervenir en los asuntos austriacos. El 11 de marzo de 1938, Muff llevó un ultimátum alemán amenazando con una invasión a Wilhelm Miklas, pero el presidente austriaco rechazó ceder. Arthur Seyss-Inquart, sin embargo, falsificó un telegrama solicitando la intervención alemana en Austria que llevó al Anschluss de Austria en la Alemania Nazi al día siguiente.
Después del Anschluss, Muff encabezó la llamada Comisión Muff que determinaría qué oficiales austriacos serían transferidos del Bundesheer a la Wehrmacht.
Muff fue General de Infantería por el Wehrkreis XI en Hanóver entre el 1 de septiembre de 1939 y el 28 de febrero de 1943 cuando se retiró.
Wolfgang Muff murió el 17 de mayo de 1947 en Bad Pyrmont.